# Thioxanthène
Le thioxanthène est l'équivalent soufré du xanthène, où un atome de soufre remplace l'atome d'oxygène.

## Dérivé
Par extension, on appelle thioxanthènes les dérivés substitués du thioxanthène. Un certain nombre de thioxanthènes sont utilisés dans le traitement de la schizophrénie et des psychoses. L'activité de ces composés est liée à leur faculté d'inhiber les récepteurs D2 dans le cerveau. 

Flupentixol

On compte parmi les dérivés du thioxanthène: 
- le chlorprothixène
- le flupentixol
- le thiothixène
- le zuclopenthixol

Les thioxanthènes sont une classe de molécules assez proches chimiquement des phénothiazines, la principale  différence étant la présence d'un atome d'azote en position 10 (opposé à l'atome de soufre sur le cycle central).